# フェアプレー (コロラド州)
フェアプレー (英: Fairplay) は、アメリカ合衆国コロラド州の町。パーク郡の郡庁所在地である。人口は724人（2020年）。サウスパーク盆地北部に位置し、標高は3,034メートルである。

## 歴史

### 鉱脈発見とコロラドゴールドラッシュ時代
1859年、現在のフェアプレーとなる草原地帯にて金鉱脈が発見される。この報せによりアメリカ全土から数千の男、女、子供が鉱脈発見地に集まりフェアプレー集落が形成される。フェアプレーへ移動する人の流れは、コロラドゴールドラッシュの一部を構成していた。
1872年11月15日、フェアプレーが町政施行により町となり、同時にパーク郡の郡庁所在地となる。
フェアプレーの名前は、鉱脈地への移住促進宣伝の居住環境や謳い文句と余りにも現実が乖離していた為、憤慨した住民が皮肉で公明で紳士的振る舞いを意味する"Fair Play"をもじって名付けたのが由来である。

### 現在のフェアプレー
2005年、フェアプレー内の過半数の道路が砂利道からアスファルト舗装された。
現在のフェアプレーでは、ハイウェイ285沿いに大型ロードサイド店舗が並び、旧市街の一部はSouth Park City歴史資料館として保存されている。
アメリカのTVアニメシリーズ"South Park"はフェアプレーの町から着想を得ている。

## 地理
フェアプレーはサウスパーク盆地の北部に位置しており、ロッキー山脈を構成するモスキート連峰の麓に位置している。
近隣にはシャーマン山やリンカーン山が位置しており多くの登山者がフェアプレーを経由する。

### 気候
ケッペンの気候区分では、フェアプレーは亜寒帯気候に属する。
フェアプレーでは、その高度から夏は短く涼しいが、冬は長く降雪量も多い。
|                | 1月 | 2月 | 3月 | 4月 | 5月 | 6月  | 7月 | 8月 | 9月 | 10月 | 11月 | 12月 |
| -------------- | --- | --- | --- | --- | --- | ---- | --- | --- | --- | ---- | ---- | ---- |
| 平均気温（°C） | ‐16 | ‐15 | 3   | 7   | 12  | 19   | 22  | 21  | 17  | －5  | ‐11  | ‐16  |
| 降水量（mm）   | 16  | 20  | 24  | 27  | 16  | 20   | 45  | 45  | 23  | 19   | 20   | 18   |
| 降雪量（cm）   | 20  | 24  | 46  | 42  | 9.4 | 0.25 | 0   | 0   | 4.3 | 18   | 29   | 25   |

## 人口動勢
2000年の国勢調査で、フェアプレーは人口610人、259世帯、及び169家族が暮らしている。フェアプレーの人種的な構成は白人93%、アフリカン・アメリカン1.3%、先住民1.0%、アジア2.8%、その他の人種1.5%、この人口の4.9%はヒスパニックまたはラテン系である。

## 文化

### ロバレース
毎年7月末に開催される祭りで、46.7 kmの登山道をロバを牽きながら5時間以内で走り切る。
フェアプレーのダウンタウンからスタートし、標高3962 mのモスキート峠へ至るまで参加者は約914 mの高低差をロバと共に走り切らなくてはならない。
ロバレースはフェアプレー以外にもレッドビルやブエナビスタ等、他のモスキート連峰の麓の町でも開催されている。
これは、モスキート連峰の多くの鉱山が鉱物の運搬にロバを使用してた事から来ている。

## 交通

### 公共交通
現在、フェアプレーには鉄道駅や空港は存在せず唯一の公共交通手段はバスである。
- バスタング（デンバー・ガニソン線）フェアプレー停留所[7]

### 道路

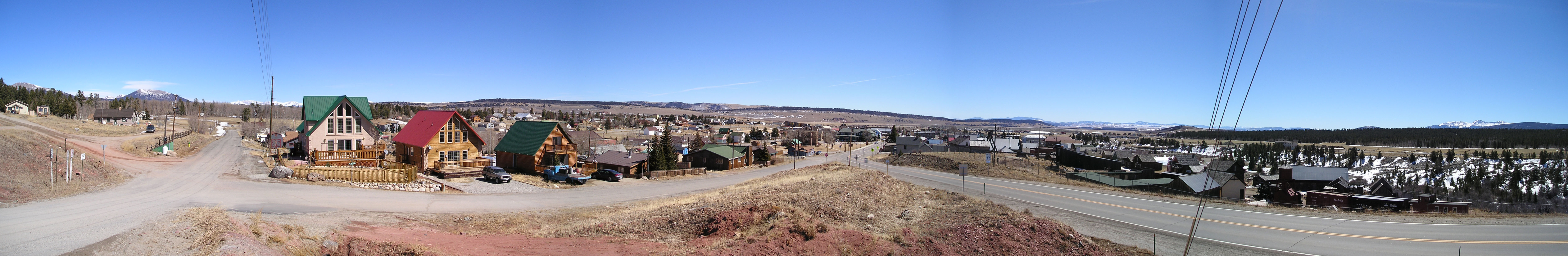
フェアプレーの景色

ダウンタウンにてハイウェイ285号とコロラド州道9号が交差する。